# Liste der Monuments historiques in Belle-Isle-en-Terre
Die Liste der Monuments historiques in Belle-Isle-en-Terre führt die Monuments historiques in der französischen Gemeinde Belle-Isle-en-Terre auf.

## Liste der Bauwerke
| Bezeichnung                  | Beschreibung                  | Standort        | Kennzeichnung | Schutzstatus | Datum | Bild           |
| ---------------------------- | ----------------------------- | --------------- | ------------- | ------------ | ----- | -------------- |
| Kapelle Notre-Dame-de-Pendró | Erbaut im 15./16. Jahrhundert | Locmaria (Lage) | PA00089023    | Classé       | 1928  | weitere Bilder |

## Liste der Objekte

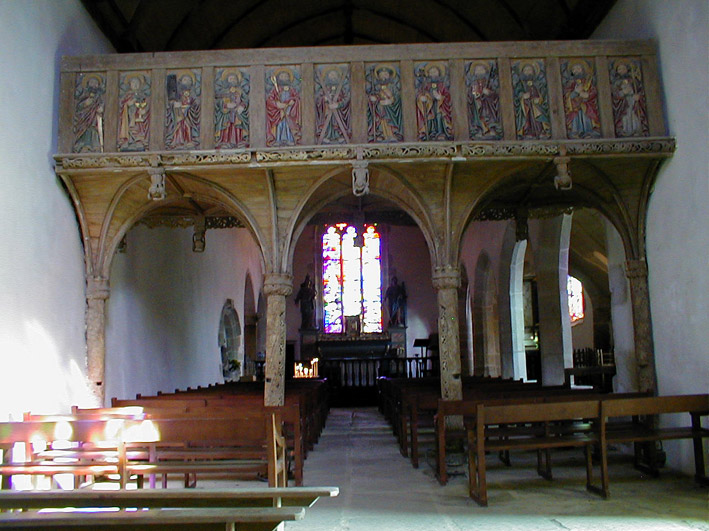
Lettner in der Kapelle Notre-Dame-de-Pendró

- Monuments historiques (Objekte) in Belle-Isle-en-Terre in der Base Palissy des französischen Kultusministeriums